# 胡昭 (诗人)
胡昭（1933年4月17日—2004年2月15日），笔名冯浪声、关文修等，男，满族，吉林舒兰人，中国诗人，中国作家协会名誉委员，中国作家协会吉林分会原副主席。